# Athlétisme au Festival olympique de la jeunesse européenne 2007
Navigation
2005 2009
Les épreuves d'athlétisme au Festival olympique de la jeunesse européenne 2007 se sont déroulées à Belgrade en Serbie du 22 au 27 juillet 2007. Seuls les athlètes nés en 1990 ou après et ayant été sélectionnés au préalable par leur fédération nationale pouvaient y participer.

## Résultats

### Garçons
| Épreuve | Or                                                                    | Or            | Argent                                                              | Argent        | Bronze                                                           | Bronze        |
| --- | --------------------------------------------------------------------- | ------------- | ------------------------------------------------------------------- | ------------- | ---------------------------------------------------------------- | ------------- |
| 100 m (wind: +2.3 m/s) | Ramil Guliyev Azerbaïdjan                                             | 10 s 50 w     | Eugene Ayanful Royaume-Uni                                          | 10 s 67 w     | Eusebio Cáceres Espagne                                          | 10 s 73 w     |
| 200 m | Ramil Guliyev Azerbaïdjan                                             | 20 s 98       | Andrew Robertson Royaume-Uni                                        | 21 s 72       | Mindaugas Baliukonis Lituanie                                    | 21 s 78       |
| 400 m | Vladimir Krasnov Russie                                               | 47 s 11       | Roman Turcani Slovaquie                                             | 47 s 75       | Ville Wendelin Finlande                                          | 48 s 41       |
| 800 m | Aleksandr Sheplyakov Russie                                           | 1 min 51 s 37 | Emrah Coban Turquie                                                 | 1 min 51 s 92 | Samir Dahmani France                                             | 1 min 52 s 39 |
| 1500 m | David Bustos Espagne                                                  | 3 min 53 s 24 | Cihat Ulus Turquie                                                  | 3 min 53 s 85 | Daniel Kallay Hongrie                                            | 3 min 54 s 59 |
| 3 000 m | Dieter Vanstreels Belgique                                            | 8 min 31 s 94 | Gergő Szőke Hongrie                                                 | 8 min 34 s 02 | Jakub Zivec Tchéquie                                             | 8 min 36 s 57 |
| 2000 m steeple | Andreas Van Ham Belgique                                              | 5 min 50 s 90 | Noel Collins Irlande                                                | 5 min 52 s 06 | Antonio Abadia Espagne                                           | 5 min 54 s 92 |
| 110 m haies 91,4 cm | Cornel Bananau Roumanie                                               | 13 s 83       | Dominik Distelberger Autriche                                       | 13 s 85       | Andreas Martinsen Danemark                                       | 13 s 96       |
| 400 m haies 84 cm | Nikita Andriyanov Russie                                              | 51 s 89       | Jarno Boutkam Pays-Bas                                              | 52 s 98       | Felix Rupprecht Allemagne                                        | 53 s 17       |
| 4 × 100 m | Royaume-Uni James McLean Wayne Ashall Eugene Ayanful Andrew Robertson | 41 s 62       | Estonie Kaarel Jõeväli Andres Saaremots Sander Sooäär Richard Pulst | 41 s 70       | Pays-Bas Lindell Philip Martijn Hoogendam Joeri Jagers Stijn Ram | 41 s 73       |
| Saut en hauteur | Sergey Mudrov Russie                                                  | 2,20 m        | Miguel Ángel Sancho Espagne                                         | 2,14 m        | Kourosh Foroughi Irlande                                         | 2,08 m        |
| Saut à la perche | Hugo-Enzo Dupressoir France                                           | 4,90 m        | Dmitriy Zhelyabin Russie                                            | 4,80 m        | Michael Kass Allemagne                                           | 4,70 m        |
| Saut en longueur | Dino Pervan Croatie                                                   | 7,49 m        | Lukasz Pabich Pologne                                               | 7,36 m        | Gianluca Levantino Italie                                        | 7,27 m        |
| Triple saut | Anvar Zeynalzade Azerbaïdjan                                          | 15,56 m       | Martins Daksa Lettonie                                              | 15,30 m       | Gaetan Saku Bafuanga France                                      | 15,21 m       |
| Lancer du poids 5 kg | Marin Premeru Croatie                                                 | 21,23 m       | Dmytro Savytskyy Ukraine                                            | 19,76 m       | Tobias Ernst Allemagne                                           | 19,46 m       |
| Lancer du disque 1,5 kg | Mykyta Nesterenko Ukraine                                             | 72,31 m       | Marin Premeru Croatie                                               | 68,20 m       | Andrius Gudzius Lituanie                                         | 60,07 m       |
| Lancer du javelot 700 g | Edgars Rūtiņš Lettonie                                                | 71,87 m       | Kirill Kadukov Russie                                               | 71,47 m       | Stipe Zunic Croatie                                              | 70,98 m       |
| Records et Performances - AR : Record continental (area record) - CR : Record des championnats (championship record) - MR : Record du meeting (meet record) - NR : Record national (national record) - OR : Record olympique (olympic record) - PR : Record paralympique (paralympic record) - PB : Record personnel (personal best) - SB : Meilleure performance personnelle de la saison (season's best) - WL : Meilleure performance mondiale de l'année (world leader) - WJR : Record du monde junior (world junior record) - WR : Record du monde (world record) Circonstances et Conditions - DNF : N'a pas terminé (did not finish) - DNS : N'a pas pris le départ (did not start) - DQ : Disqualification (disqualification) - NM : Aucun essai valable enregistré (No Mark) - Q : Qualifié « directement » au prochain tour (ou à la prochaine compétition), lors d'une compétition majeure, grâce au classement ou à la réalisation des minima (automatic qualifier) - q : Qualifié au prochain tour (ou à la prochaine compétition), lors d'une compétition majeure, grâce au repêchage ou à la réalisation de l'une des meilleures performances parmi celles des « non qualifiés directement » (grâce au meilleur temps ou à la meilleure distance par exemple) (secondary qualifier) |                                                                       |               |                                                                     |               |                                                                  |               |

### Filles
| Épreuve | Or                                                                     | Or            | Argent                                                                | Argent        | Bronze                                                              | Bronze        |
| --- | ---------------------------------------------------------------------- | ------------- | --------------------------------------------------------------------- | ------------- | ------------------------------------------------------------------- | ------------- |
| 100 m | Elza Vildanova Russie                                                  | 11 s 68       | Torema Dorsett Royaume-Uni                                            | 11 s 69       | Niamh Whelan Irlande                                                | 11 s 87       |
| 200 m | Elza Vildanova Russie                                                  | 23 s 75       | Valentine Arrieta Suisse                                              | 24 s 13       | Lara Hoffmann Allemagne                                             | 24 s 16       |
| 400 m | Alexandra Stukova Slovaquie                                            | 54 s 18       | Julia Terekhova Russie                                                | 54 s 32       | Olha Zemlyak Ukraine                                                | 55 s 06       |
| 800 m | Florina Pierdevara Roumanie                                            | 2 min 07 s 41 | Olha Bibik Ukraine                                                    | 2 min 07 s 55 | Ekaterina Zavyalova Russie                                          | 2 min 08 s 06 |
| 1 500 m | Daniela Fetcere Lettonie                                               | 4 min 26 s 60 | Nina Kramer Allemagne                                                 | 4 min 29 s 29 | Reka Czebei Hongrie                                                 | 4 min 30 s 19 |
| 3 000 m | Daniela Fetcere Lettonie                                               | 9 min 30 s 65 | Charlotte Ffrench-O`Carroll Irlande                                   | 9 min 37 s 89 | Reka Czebei Hongrie                                                 | 9 min 46 s 44 |
| 100 m haies 76,2 cm | Mila Andric Serbie                                                     | 13 s 69       | Lucie Cincinatis Belgique                                             | 13 s 78       | Ivana Loncarek Croatie                                              | 13 s 80       |
| 400 m haies 76,2 cm | Leonie Schilder Pays-Bas                                               | 59 s 44       | Mila Andric Serbie                                                    | 59 s 62       | Anna-Lena Raukuc Allemagne                                          | 59 s 75       |
| 4 × 100 m | Suisse Andrea Petra Gilgen Valentine Arrieta Grace Muamba Lea Sprunger | 46 s 17       | France Yariatou Touré Jessie Saint-Marc Floria Guei Mary Gould Dupuit | 46 s 43       | Serbie Angela Terek Kristina Jevtic Andrijana Andric Ivana Španović | 46 s 85       |
| Saut en hauteur | Elena Vallortigara Italie                                              | 1,86 m        | Natalia Mamlina Russie                                                | 1,83 m        | Oksana Okuneva Ukraine                                              | 1,77 m        |
| Saut à la perche | Liudmila Eremina Russie                                                | 3,95 m        | Denise Groot Pays-Bas                                                 | 3,90 m        | Dana Cizkova Slovaquie                                              | 3,85 m        |
| Saut en longueur | Darya Klishina Russie                                                  | 6,43 m        | Ivana Španović Serbie                                                 | 6,20 m        | Els De Wael Belgique                                                | 6,12 m        |
| Triple saut | Cristina Sandu Roumanie                                                | 12,98 m       | Maja Bratkič Slovénie                                                 | 12,89 m       | Mia Haave Norvège                                                   | 12,67 m       |
| Lancer du poids 4 kg | Lina Berends Allemagne                                                 | 14,73 m       | Aliona Hryshko Biélorussie                                            | 14,57 m       | Vera Kunova Russie                                                  | 13,99 m       |
| Lancer du disque 1 kg | Irina Rodrigues Portugal                                               | 51,74 m       | Sandra Perković Croatie                                               | 49,70 m       | Katja Dingelstedt Allemagne                                         | 47,12 m       |
| Lancer du javelot 600 g | Tatjana Jelača Serbie                                                  | 51,80 m       | Ganna Khabina Ukraine                                                 | 49,58 m       | Maria Lykke Lund Jensen Danemark                                    | 47,16 m       |
| Records et Performances - AR : Record continental (area record) - CR : Record des championnats (championship record) - MR : Record du meeting (meet record) - NR : Record national (national record) - OR : Record olympique (olympic record) - PR : Record paralympique (paralympic record) - PB : Record personnel (personal best) - SB : Meilleure performance personnelle de la saison (season's best) - WL : Meilleure performance mondiale de l'année (world leader) - WJR : Record du monde junior (world junior record) - WR : Record du monde (world record) Circonstances et Conditions - DNF : N'a pas terminé (did not finish) - DNS : N'a pas pris le départ (did not start) - DQ : Disqualification (disqualification) - NM : Aucun essai valable enregistré (No Mark) - Q : Qualifié « directement » au prochain tour (ou à la prochaine compétition), lors d'une compétition majeure, grâce au classement ou à la réalisation des minima (automatic qualifier) - q : Qualifié au prochain tour (ou à la prochaine compétition), lors d'une compétition majeure, grâce au repêchage ou à la réalisation de l'une des meilleures performances parmi celles des « non qualifiés directement » (grâce au meilleur temps ou à la meilleure distance par exemple) (secondary qualifier) |                                                                        |               |                                                                       |               |                                                                     |               |

## Source
- (en) Cet article est partiellement ou en totalité issu de l’article de Wikipédia en anglais intitulé « Athletics at the 2007 European Youth Olympic Festival » (voir la liste des auteurs).
- 2007 European Youth Games. World Junior Athletics History.